# Война миров (радиопостановка)

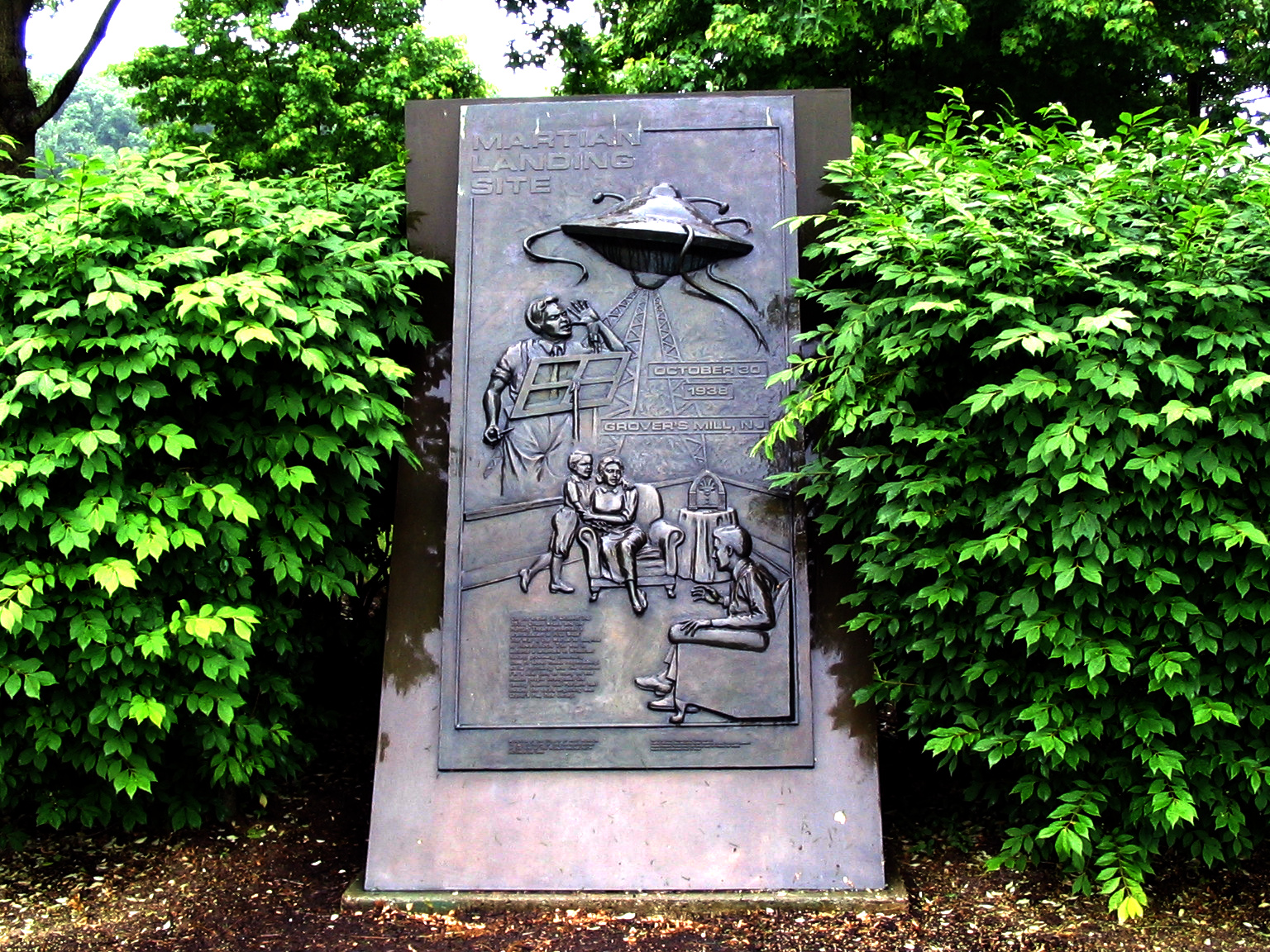
Памятник мнимому приземлению марсиан, Гроверс-Милл

«Война миров» — радиопостановка одноимённого романа Герберта Уэллса (англ. H. G. Wells) в США в эфире станции CBS 30 октября 1938 года. Известна тем, что радиослушатели приняли спектакль, поставленный «Mercury Theatre on the Air» под руководством Орсона Уэллса (англ. Orson Welles), за реальный новостной репортаж, после которого, как писали газеты, более миллиона жителей северо-востока США якобы поверило в нападение марсиан и ударилось в панику. В реальности массовой паники не было, она была только изображена на газетных страницах.

## Сюжет
Накануне Хэллоуина 1938 года артисты «Mercury Theatre» решили поставить в своей часовой радиопрограмме роман Герберта Уэллса «Война миров», перенеся его действие в Нью-Джерси 1939 года. В начале часа один из артистов объявил о начале радиоспектакля, после чего прозвучал прогноз погоды, а затем начался концерт «Рамона Ракелло и его оркестра» (на самом деле оркестра под руководством Бернарда Херрманна). Вскоре музыку прервало срочное сообщение, что на Марсе наблюдаются странные вспышки. Затем якобы известный профессор-астроном Принстона Ричард Пирсон (озвучен Орсоном Уэллсом) опровергал возможность существования жизни на Марсе. Концерт продолжился, но вскоре опять был прерван специальным выпуском новостей. Репортёр «CBS» Карл Филипс (Фрэнк Ридик) с места событий передавал о приземлении металлического цилиндра в местечке Гроверс-Милл округа Мёрсер. Вскоре из цилиндра появляется огромная боевая машина, тепловыми лучами испепеляющая всё вокруг. Филипс как и остальные зеваки обращается  в бегство, и связь прерывается. Профессор Пирсон позже связавшийся с радиостудией рассуждает о техническом уровне марсиан, затем глава национальной гвардии Нью-Джерси Монтгомери Смит объявил военное положение в округах Мерсер и Мидлсэкс и направил четыре соединения национальной гвардии из Трентона в Гроверз-Милл для эвакуации мирных жителей.
Оружие землян оказалось неспособным противостоять пришельцам, новые смертоносные машины продолжали приземляться и уничтожать людей и инфраструктуру, толпы людей бежали прочь от захватчиков. Неназванный Генеральный прокурор (Кенни Делмар) обратился к нации (радиостанция запретила изображать обращение президента Франклина Рузвельта, но Делмар всё равно изображал голос Рузвельта). Вскоре на связь вышел репортёр при артиллерийской части, обстреливавшей марсиан. Тех также атаковали бомбардировщики, которые были уничтожены лучами смерти, хотя и смогли свалить один из аппаратов пришельцев. Марсиане использовали отравляющие газы, и связь снова прервалась. Сотрудник «CBS» (Рэй Коллинз) выбрался на крышу «CBS Building», откуда увидел несколько марсианских машин, пересекающих Гудзон. Он тоже почувствовал ядовитый запах, после чего трансляция прервалась. Сквозь помехи пробился радиолюбитель, пытавшийся связаться хоть с кем-нибудь. Лишь в этот момент (примерно через 40 минут после начала постановки) диктор напомнил о вымышленности описываемых событий. Затем профессор Пирсон описал завершение атаки пришельцев, которых погубило отсутствие иммунитета к земным бактериям. В конце часа Уэллс вышел из образа и поздравил слушателей с Хэллоуином.

## Реакция
По сообщениям газет, постановку слушали около 6 миллионов человек, и примерно пятая часть из них приняла её за реальные новостные репортажи. Многие или не слышали начало программы с предупреждением о вымышленности событий (в это время часть аудитории переключила волну на станции, где шли новости начала часа), либо забыли про неё после начала концерта. «Mercury Theatre on the Air» в то время не имел спонсора, поэтому мог не вставлять рекламные ролики в постановку; резонанс «Войны миров» привлёк «Campbell Soup», и следующие полтора года программа шла под названием «The Campbell Playhouse». К тому времени как на 40-й минуте появилось напоминание диктора, многие уже не слушали радио, целые семьи баррикадировались с оружием в подвалах своих домов либо спешно собирали вещи, чтобы уехать на запад, многие требовали, чтобы вооружённые силы страны покончили с пришельцами либо раздали оружие всем желающим; были случаи, когда в полицейские участки приходили отряды вооружённых местных жителей, готовых оказать помощь в защите страны от вторжения. Телефоны в тот вечер были перегружены в 5 раз, пробки из Нью-Йорка, Трентона и Филадельфии растянулись почти на 100 км. Нью-йоркская полиция только за четверть часа получила более двух тысяч вызовов, а в Нью-Джерси была мобилизована Национальная гвардия и моторизованные пожарные бригады. Часть аудитории оказалась настолько невнимательна, что поверила в нападение немцев. Люди утверждали, что видели молниеобразные залпы пришельцев и чувствовали запах их отравляющих газов. Радиопостановку слушали и на Западном побережье. В её кульминационный момент вышла из строя электростанция городка Конкрет в штате Вашингтон; жители Конкрета не сомневались, что линии электропередачи уничтожены наступающими марсианами.
Вскоре страх слушателей сменился гневом, обращённым на «CBS». Многие из них подали в суд требования компенсации морального вреда. Все они были отклонены, но Уэллс настоял на компенсации материального вреда мужчине, который испортил свои новые туфли, убегая от марсиан. В течение месяца после постановки в газетах появилось около 12,5 тысячи публикаций, связанных с ней. Газеты критиковали радиостанции, в том числе из-за опасений, что новый вид массовой коммуникации вытеснит их. Адольф Гитлер упомянул панику после «Войны миров» как пример упадка демократической системы. 28 октября 1940 года Орсон Уэллс и Герберт Уэллс появились в программе относительно небольшой радиостанции «KTSA», где шутили вместе со своим интервьюером.
По данным современных историков, в действительности массовой паники не было, а история была раздута газетами в качестве курьёзного факта и примера безответственности радиостанций (к тому моменту радиостанции стали серьёзным конкурентом газет).

## Другие постановки «Войны миров»
Постановка Орсона Уэллса была одной из первых, вызвавших такой резонанс, радиостанции пытались повторить этот эффект. Поэтому после японской атаки на Пёрл-Харбор часть слушателей решили, что радиостанции снова устроили розыгрыш. 
Станции неоднократно адаптировали постановку «Войны миров» для своих регионов. Паника, вызванная эквадорской версией, привела к человеческим жертвам. В феврале 1949 года газета «El Comercio» в Кито сообщила о замеченных над городом НЛО. Через несколько дней Леонардо Паэс и Эдуардо Алькарес поставили спектакль на местной радиостанции. Полиция и пожарные выехали из Кито на место мнимой высадки марсиан. Когда розыгрыш был раскрыт, толпы разгневанных эквадорцев напали на радиостанцию и редакцию «El Comercio». Погибли 6 человек, включая племянника и возлюбленную Паэса; сам он эмигрировал в Венесуэлу. 
В 1988 году пятидесятилетие радиопостановки было отмечено в Гроверс-Милл «марсианским фестивалем», ещё через 10 лет там был установлен памятник.